# Johann Michael Puchberg
Johann Michael Edler von Puchberg (* 22. September 1741 in Zwettl, Niederösterreich; † 21. Jänner 1822 in Wien) war ein Wiener Tuchhändler.

## Leben
Er wurde als sechstes Kind des Stadtschreibers Johann Michael Puchberg und dessen Frau Maria Catharina geboren und verbrachte seine Jugend in Zwettl.
1768 trat er in die Firma von Michael Salliet in Wien ein und brachte es innerhalb kurzer Zeit bis zum Geschäftsführer. Am 15. August 1780 heiratete er Salliets Witwe Elisabeth, die 1784 verstarb. Daraufhin übernahm er im September 1785 zusammen mit seinem Bruder Philipp Anton die Firma. 1793 wurde er von Kaiser Franz II. in den Adelsstand erhoben.
Nach 1800 geriet er in geschäftliche Schwierigkeiten und verlor in der Folge sein Vermögen. 1801 musste er Konkurs anmelden und am 30. März 1802 sein Geschäft endgültig schließen.

## Beziehung zu Mozart
Er war seit 1773/74 Mitglied der Wiener Freimaurerloge Zu den drei Adlern und kam dadurch in Kontakt zu Wolfgang Amadeus Mozart, der 1784 in die Loge Zur Wohltätigkeit aufgenommen wurde. Mozart bezeichnete Puchberg als ächten und wahren Freund und flehte ihn oft um Geld an. Aus den Jahren 1788 bis 1791 sind mindestens 21 entsprechende Bittbriefe bekannt. Puchberg kam diesen Bitten nach, lieh Mozart aber geringere Summen als von diesem gewünscht.